# Aria

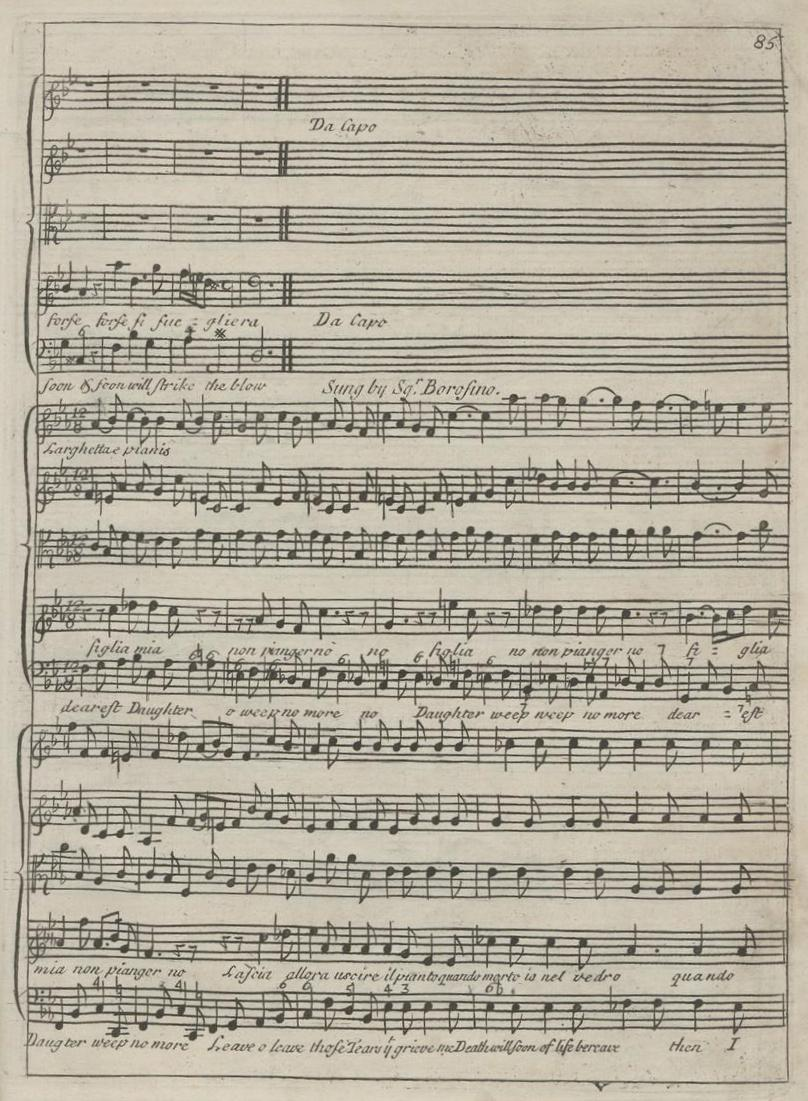
Aria chia tay của Sultan Bazajet trong vở opera Tamerlano của Handel. (Lưu ý hướng dẫn da capo.) Ấn bản đầu tiên, London, 1719.

Trong âm nhạc, aria ([ˈaːrja]; tiếng Ý: air; số nhiều: arie [ˈaːrje], hoặc arias trong cách sử dụng phổ biến, dạng nhỏ arietta [aˈrjetta], ariette số nhiều, hoặc bằng tiếng Anh đơn giản là air) là một phần độc lập cho một giọng hát, có hoặc không có nhạc cụ đệm hoặc hòa tấu, và thường là một phần của một tác phẩm lớn hơn.
Bối cảnh điển hình cho các aria là opera, nhưng aria vocal cũng có trong các oratorio và cantata, chia sẻ các tính năng của aria opera trong thời kỳ của họ. Thuật ngữ ban đầu được sử dụng để chỉ bất kỳ giai điệu biểu cảm. Aria thông thường, nhưng không phải luôn luôn, được một ca sĩ thực hiện.